# Скок, Петар
Петар Скок (хорв. Petar Skok; Пустой шаблон {{ВД-Преамбула}} ) — хорватский лингвист и ономастик. Его центральный труд — четырёхтомный этимологический словарь сербскохорватского языка.

## Биография
Скок родился в хорватской семье в селе Юрково, Жумберак. С 1892 по 1900 года посещал Высшую гимназию в Раковаце недалеко от Карловаца. В Венском университете (1900—1904) он изучал романо-германскую филологию и индоевропейские исследования, сдав экзамен на профессорское звание в 1906 году. Он получил докторскую степень, защитив диссертацию по южнофранцузской топономастике.
Будучи профессором средней школы, он преподавал в Баня-Луке и служил библиотекарем в Королевском музее в Сараево. В период с 1919 года и до выхода на пенсию он работал на кафедре романских семинаров философского факультета Загребского университета и преподавал французский язык и литературу в Высшей педагогической школе в Загребе.
Он начал писать, будучи гимназистом, опубликовав литературные обзоры под псевдонимом П. С. Миков. Позже он полностью посвятил себя лингвистическим исследованиям юго-восточной Европы, в основном романских языков: народной латыни, далматинского, с особым интересом к романскому влиянию на хорватские диалекты и другие языки в Юго-Восточной Европе. Он изучал историю славян, языки и взаимодействие языков от восточного побережья Адриатики до внутренних районов, уделяя особое внимание ономастике. Благодаря усилиям Скока, центр хорватских ономастических исследований с 1948 года находится в учреждении, которое сегодня является Институтом хорватского языка и лингвистики.

## Работы
Скок опубликовал десятки книг и сотни исследовательских работ в журналах; его пересмотренная библиография Жарко Мулячича расширяет её до более чем 650 работ. Некоторые из его известных книг:
- Naša pomorska i ribarska terminologija na Jadranu (Наша терминология мореплавания и рыболовства на Адриатике) (Сплит, 1933)
- Dolazak Slavena na Mediteran (Прибытие славян на Средиземноморье) (Сплит, 1934)
- Pregled francuske gramatike I–II (Обзор французской грамматики) (Загреб, 1938—1939)
- Osnove romanske lingvistike, I–III (Основы романской лингвистики) (Загреб, 1940)
- Slavenstvo i romanstvo na jadranskim otocima: Toponomastička istraživanja I–II (Славяне и романцы на островах Адриатики: топономастические исследования) (Загреб, 1950)
- Etimologijski rječnik hrvatskoga ili srpskoga jezika I-IV (Этимологический словарь хорватского или сербского языка) (Загреб, 1971—1974)

Он оставил в рукописи незаконченный этимологический словарь, который был опубликован посмертно его учеником и коллегой Валентином Путанцем в четырёх томах под названием Etimologijski rječnik hrvatskoga ili srpskoga jezika (1971—1974). Это самый обширный полный сербохорватский этимологический словарь, с более чем 10 000 заглавных слов.

## Память
В честь Петра Скока проводятся этимолого-ономастические конференции с участием хорватских и иностранных специалистов. До сих пор было проведено шесть из них, в хронологическом порядке в Загребе (1987), Задаре, Пуле, Крке, Вуковаре и Корчуле (2006).